# La Rioja (Spanje)
La Rioja is een van de zeventien autonome regio's en provincie van Spanje. De regio ligt in het noorden van het land en grenst aan Baskenland, Navarra, Aragón en Castilië en León. De hoofdstad van La Rioja is Logroño, een stad met ruim 150.000 inwoners.

De Ebro en de Río Oja – waaraan de streek haar naam dankt – stromen door deze regio.
La Rioja is een belangrijke wijnstreek waar de riojawijn vandaan komt.
La Rioja ligt in de landstreek Castilië.

## Geschiedenis
Het grondgebied van La Rioja (voorheen bekend als de provincie Logroño) was vanaf de 10e eeuw n.Chr. een twistpunt tussen de koningen van Navarra en die van Castilië. In 1173 werd de regio geannexeerd door Castilië.
La Rioja werd in 1982 een autonome regio bij de herindeling van Spanje na de dictatuur van Franco, dit vanwege de economische verschillen met de omliggende regio's.

## Bestuurlijke indeling
De provincie La Rioja bestaat uit twaalf comarca's die op hun beurt uit gemeenten bestaan. De comarca's van La Rioja zijn:
- Alfaro
- Anguiano
- Arnedo
- Calahorra
- Camero Nuevo
- Camero Viejo
- Cervera
- Ezcaray
- Haro
- Logroño
- Nájera
- Santo Domingo de la Calzada

## Demografische ontwikkeling
Bron: INE
Opm: Bevolkingscijfers in duizendtallen